# Stade bordelais (rugby à XV)
Pour les articles homonymes, voir Stade bordelais.
Cet article traite de l'équipe masculine de rugby à XV. Pour l'équipe féminine, voir l'article Stade bordelais (rugby à XV, féminines).
Ne doit pas être confondu avec Sport athlétique bordelais rugby.
Maillots
Le Stade bordelais est la section rugby à XV du Stade bordelais omnisports. Fondé le 18 juillet 1889, le club remporte sept titres de champion de France au début du XXe siècle. Le club fusionne en 2006 avec le Club athlétique béglais pour donner l'Union Bordeaux Bègles, mais conserve ses équipes de jeunes et ses équipes féminines. Toutefois, une équipe senior est engagée en Fédérale 3.

## Historique

### Premières années

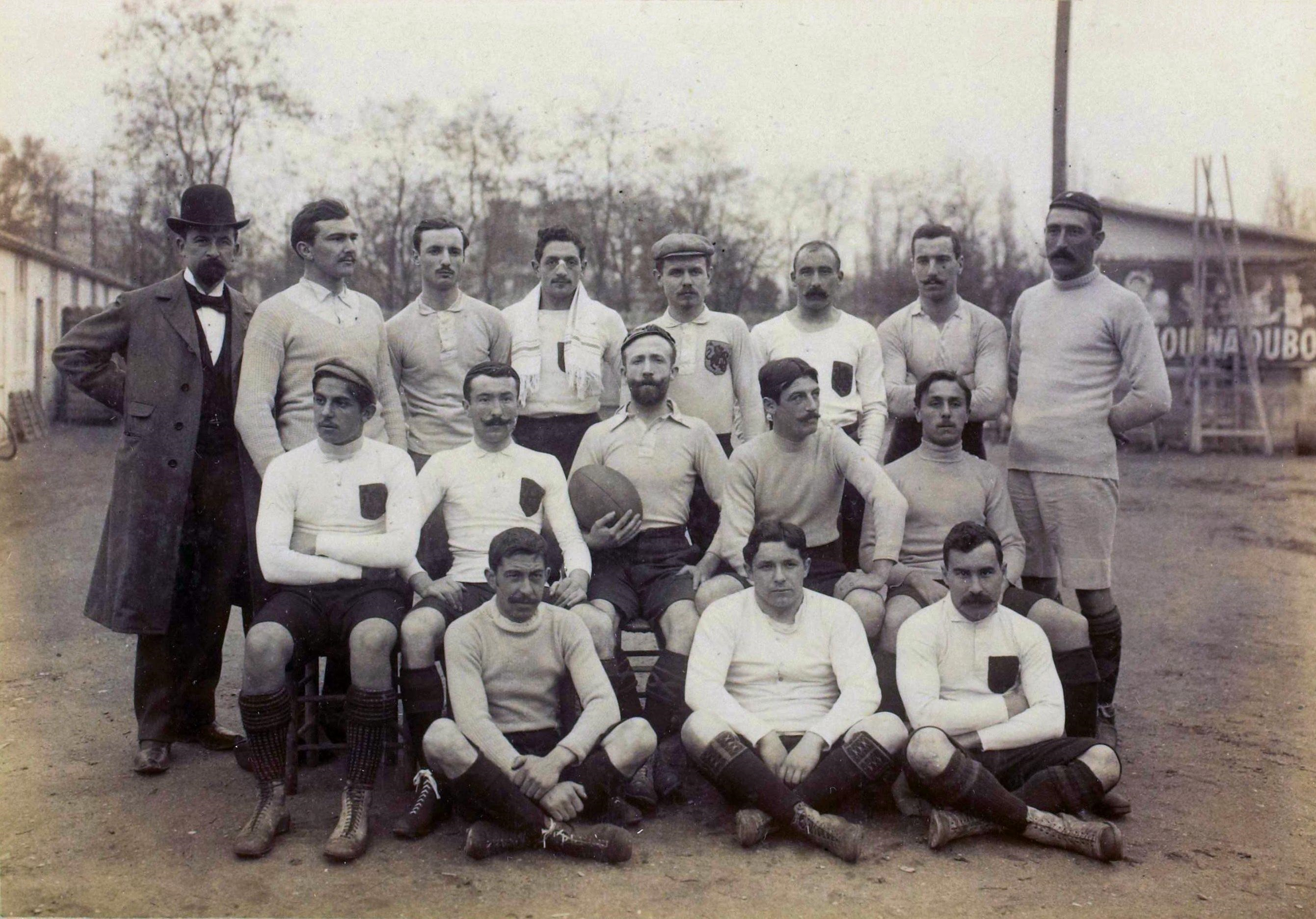
Le Stade bordelais en décembre 1900.

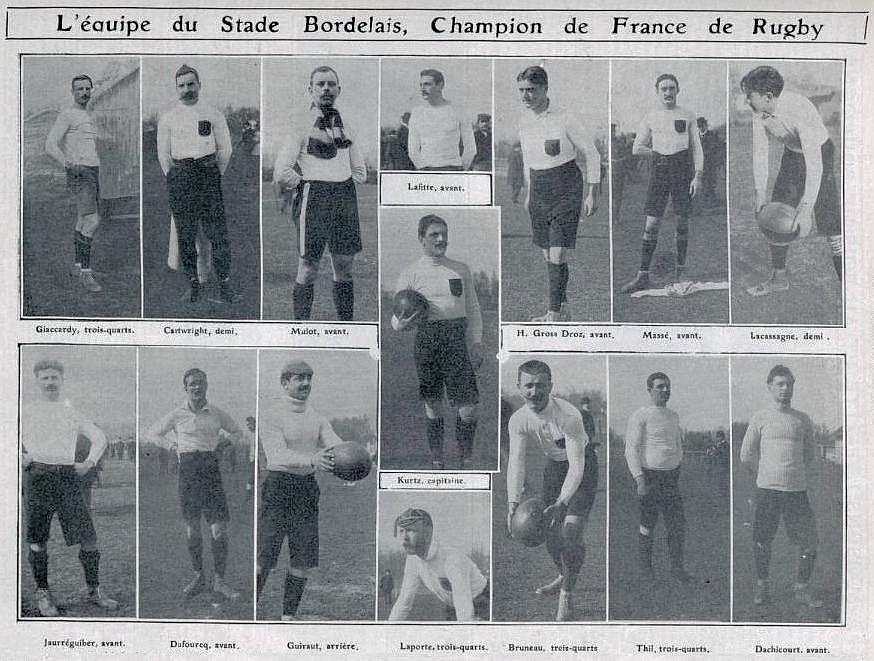
Le Stade bordelais champion de France de rugby en 1905.

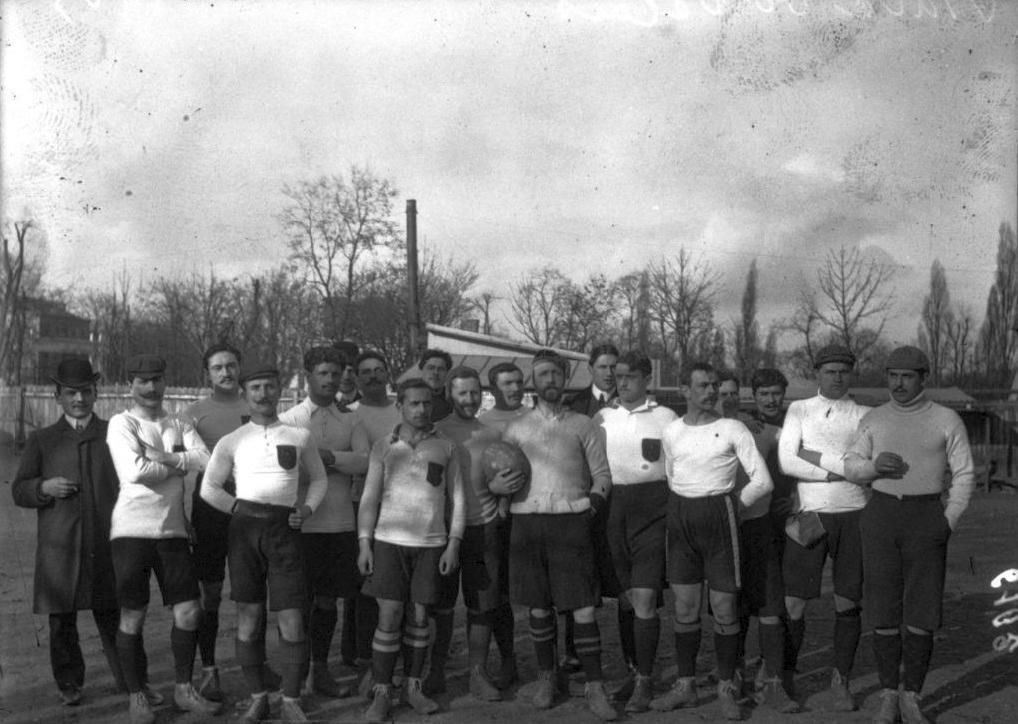
Le Stade bordelais en 1905.

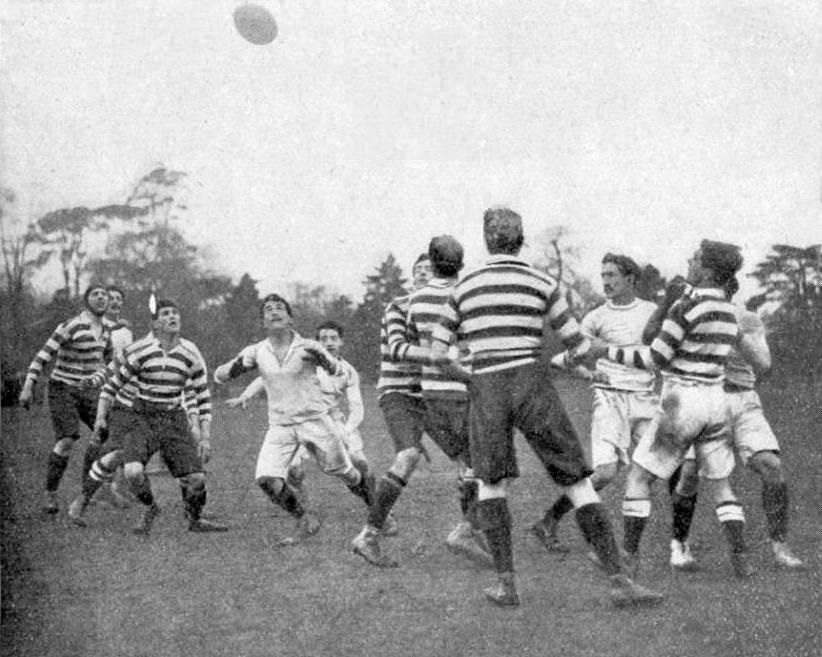
Le Stade bordelais (blancs) contre Rosselyn Park en Angleterre, en avril 1909 (défaite 3-0).

Fondé le 18 juillet 1889 sous le nom de Stade bordelais, il porte longtemps le nom de Stade bordelais université club (SBUC), héritage d'une (courte) union avec les clubs universitaires bordelais (1901 à 1903). Il est le premier club non-parisien à remporter le championnat de France en battant en 1899 le Stade français Paris rugby. S'ensuivront une dizaine d'années de domination nationale, avec une participation à 12 finales entre 1899 et 1911, dont 7 gagnées.
Ensuite, le club reste en première division même s'il n'y joue plus les premiers rôles.

#### Finaliste de la coupe de France 1943

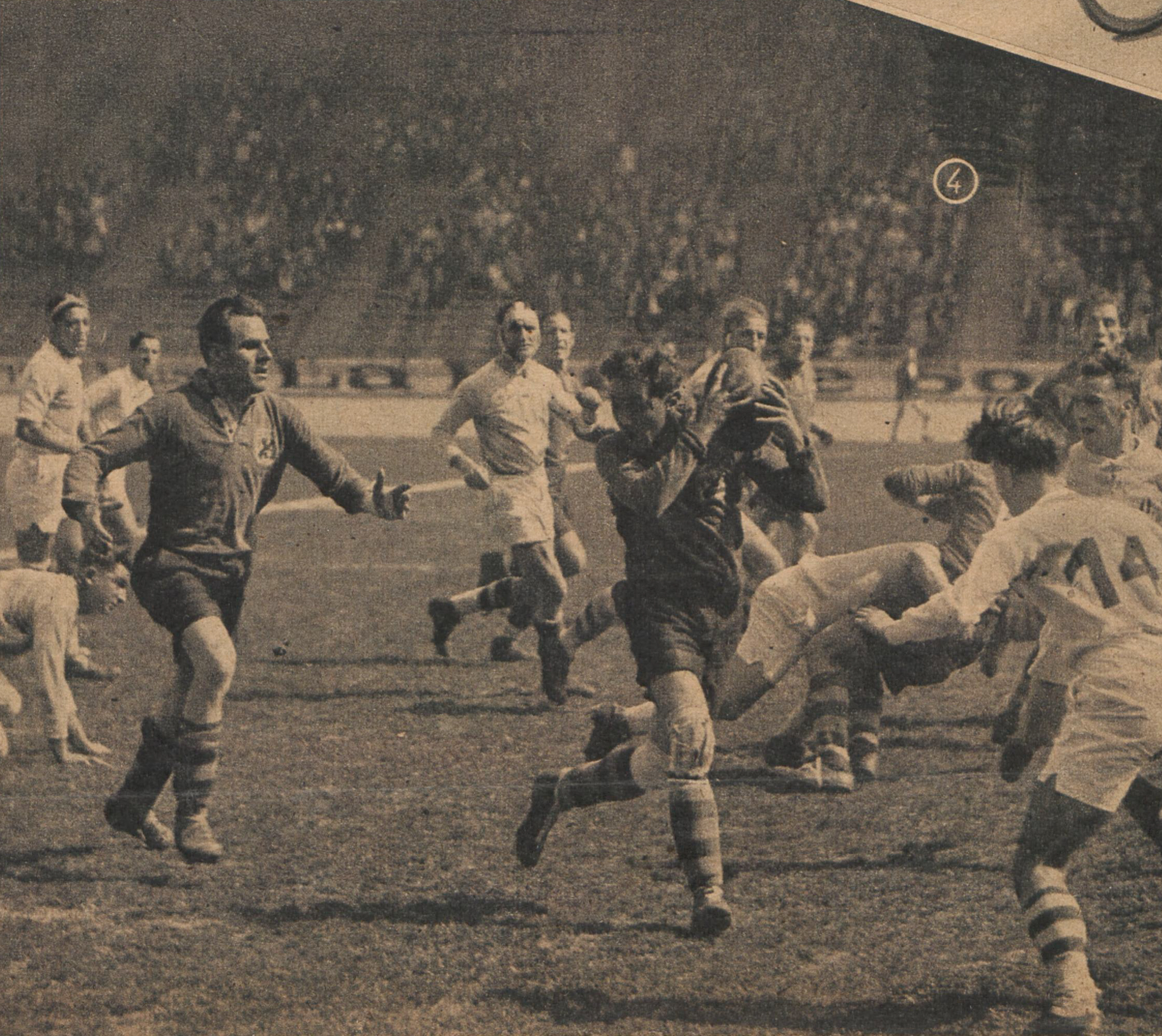
En 1943, lors de la finale régionale « zone Nord », le Stade bordelais (ici en maillot sombre) s'impose contre l'US Dax (en blanc) au parc des Princes.

En 1943, après une victoire contre l'US Dax en demi-finale Zone Nord, le Stade bordelais joue la finale nationale qu'il perd contre le SU Agen 11-4.

#### Champion de France de deuxième division 1959
Descendu en deuxième division dans les années 1950, le club champion de France de deuxième division en 1959 remonte en première division.
En 1961, 1962 et 1963, le SBUC atteint les huitièmes de finale du championnat mais échoue ensuite à se qualifier les deux années suivantes.
Dernier de sa poule en 1966, il est sauvé par une décision de la FFR. En effet, depuis 1957, les dernières places pour la première division sont attribuées à la discrétion du comité de direction de la FFR entre les demi-finalistes du championnat de France de deuxième division et les derniers de leur poule de première division. La Fédération choisit de repêcher le Stade toulousain et le SBUC par rapport à leur passé prestigieux mais aussi l'US Tyrosse, le CS Bourgoin-Jallieu et le SC Mazamet.
Le club, dernier de sa poule, descend finalement en deuxième division en 1968.

### Un rachat historique et un retour éphémère en première division
En 1973, le Bordelais Jacques Delpeu décide de racheter le club à la suite d’une longue négociation avec le maire de Bordeaux. Il entamera une grande reconstruction du club dans les années qui suivront et reste pour toujours une icône du club qui s’est battue pour redorer le blason du stade bordelais.
Le SBUC atteint les quarts de finale du Championnat de France de rugby à XV de 2e division 1972-1973 et remonte en première division où il joue 4 saisons entre 1974 et 1977.

#### Retour en deuxième division
Le SBUC joue ensuite 13 saisons en deuxième division entre 1977 et 1989.

### Remontée en groupe B puis en groupe A avant l'avènement du rugby professionnel
Le club retrouve la première division en 1990. 
Il recrute alors Éric Morisse, meilleur marqueur du championnat de France de deuxième division mais termine malgré tout dernier de sa poule de brassage et doit se contenter d'évoluer en groupe B.
Puis, il retrouve l’élite la saison suivante via la phase de brassage. Qualifié en groupe A, il connaît toutefois une deuxième phase difficile où il ne termine que septième de sa poule de huit.
En 1992, le club, renforcé par l'arrière toulonnais Thierry Ruet, termine huitième de sa poule et doit disputer les barrages pour son maintien en groupe A. Il parvient à sauver sa place dans l'élite réduite de 40 à 32 clubs avant d'être éliminé en seizième de finale par Agen. 
En 1993, le SBUC renforcé par l'ancien international Christian Delage ne parvient pas à se qualifier pour le Top 16, mais dispute la Coupe André Moga et obtient son maintien.
En 1994, Bordeaux renforcé notamment par les Béglais Bernard Laporte, Serge Simon, Vincent Moscato et Philippe Gimbert échoue là encore à atteindre le Top 16 malgré un bilan positif de huit victoires pour six défaites.

#### Le SBUC manque de peu l'élite réduite à 20 clubs et désormais professionnelle
La saison 1995, année où l'élite est réduite de 32 à 20 clubs, sera fatale au club bordelais. Relégué une nouvelle fois en Coupe André Moga malgré une bonne première phase avec là encore huit victoires et six défaites, il redescend en groupe A2 en perdant le match décisif contre Montferrand à la 83e minute 16-17. Vincent Moscato quitte alors le club pour Brive, Bernard Laporte rejoint le Stade français tandis que Philippe Gimbert choisit l'Union sportive dacquoise.

#### Descente en groupe A2 puis en groupe B
Le club est alors relégué en groupe A2 pour la saison 1995-1996.
Cette saison est marquée par un drame : l'ailier Éric Morisse décède le 29 octobre 1995 à La Rochelle, victime d'un malaise cardiaque au cours d'un match entre son équipe du SBUC et l'Atlantique stade rochelais.
5e de sa poule de 10 avec un bilan équilibré de 9 victoires pour 9 défaites, il est malgré tout rélégué en groupe B par la FFR.
L'année suivante, il remporte le Challenge de l'Espérance contre Mandelieu mais échoue à remonter en groupe A2, battu en match de barrage contre Tyrosse.

### La montée en Pro D2
Le club monte en Pro D2 en 2004 et y reste deux saisons (2004-2005 et 2005-2006) avant de s'associer avec le Club athlétique Bordeaux Bègles Gironde.

### L'association avec le CA Bègles Bordeaux Gironde
Depuis le début des années 2000, un projet d'union avec l'autre grand club de rugby de l'agglomération bordelaise, le Club athlétique béglais, est envisagé. Après bien des atermoiements, conflits et hésitations, il voit le jour le 10 mars 2006. Après de nombreuses tractations, la nouvelle entité est baptisée Union Stade bordelais-Club athlétique Bordeaux Bègles Gironde. Il n'y a pas fusion mais union par la création d'une nouvelle association à 50/50 entre les deux clubs pour recevoir l'équipe première, le centre de formation. Seules deux équipes premières fusionnent et évoluent en Pro D2 dès la saison 2006-2007. Le Stade bordelais, comme le CABBG, conserve ainsi ses équipes de jeunes. Toutefois, une équipe senior est engagée en championnat régional pour la saison 2007-2008. En 2008, le nom de l'équipe unifiée est simplifié en Union Bordeaux Bègles.

## Identité visuelle

### Couleurs et maillots
Les couleurs d'origine du club sont le noir et jaune. Au début des années 2010, le club omnisports adopte le bordeaux et le blanc comme couleurs principales.

### Logo

Évolution du logo
Logo abandonné en 2013.
Logo de 2013 à 2018.
Logo depuis 2018.

## Palmarès
- Championnat de France de première division :
  - Champion (7) : 1899, 1904, 1905, 1906, 1907, 1909, 1911
  - Finaliste (5) : 1900, 1901[Note 2], 1902, 1908, 1910

- Championnat de France de rugby à XV de 2e division :
  - Champion (1) : 1959

- Coupe de France :
  - Finaliste (2) : 1943, 1944

- Challenge de l'Espérance :
  - Vainqueur (1) : 1997
  - Finaliste (1) : 1993

## Les finales du Stade bordelais
| Date de la finale | Vainqueur             | Score  | Finaliste          | Lieu de la finale                            | Spectateurs |
| ----------------- | --------------------- | ------ | ------------------ | -------------------------------------------- | ----------- |
| 30 avril 1899     | Stade bordelais       | 5 – 3  | Stade français     | Stade Sainte-Germaine, Le Bouscat            | 3 000       |
| 22 avril 1900     | Racing club de France | 37 – 3 | Stade bordelais UC | Stade de Levalllois-Perret, Levallois-Perret | 1 500       |
| 31 mars 1901      | Stade français        | 0 – 3  | Stade bordelais UC | Stade Sainte-Germaine, Le Bouscat            | ...         |
| 23 mars 1902      | Racing club de France | 6 – 0  | Stade bordelais UC | Parc des Princes, Paris                      | 1 000       |
| 27 mars 1904      | Stade bordelais UC    | 3 – 0  | Stade français     | La Faisanderie, Saint-Cloud                  | 2 000       |
| 16 avril 1905     | Stade bordelais UC    | 12 – 3 | Stade français     | Stade Sainte-Germaine, Le Bouscat            | 6 000       |
| 8 avril 1906      | Stade bordelais UC    | 9 – 0  | Stade français     | Parc des Princes, Paris                      | 4 000       |
| 24 mars 1907      | Stade bordelais UC    | 14 – 3 | Stade français     | Stade Sainte-Germaine, Le Bouscat            | 12 000      |
| 5 avril 1908      | Stade français        | 16 – 3 | Stade bordelais UC | Stade Yves-du-Manoir, Colombes               | 10 000      |
| 4 avril 1909      | Stade bordelais UC    | 17 – 0 | Stade toulousain   | Stade des Ponts Jumeaux, Toulouse            | 15 000      |
| 17 avril 1910     | FC Lyon               | 13 – 8 | Stade bordelais UC | Parc des Princes, Paris                      | 8 000       |
| 8 avril 1911      | Stade bordelais UC    | 14 – 0 | SCUF               | Stade Sainte-Germaine, Le Bouscat            | 12 000      |

## Personnalités du club

### Joueurs emblématiques
- Jean Barthe
- Eugène Billac (9)
- Raoul Bonamy[Note 3]
- Maurice Boyau (6)
- Maurice Bruneau (4)
- Michel Celaya
- Albert Dupouy[Note 3]
- Robert Genesté[Note 3]
- Jacques Fort
- Marc Giacardy (1)
- Philippe Gimbert
- René Graciet (6)
- Jean Jardel[Note 3]
- Marcel Laffitte (0)
- Henri Martin (2)
- André Hiriart
- Bernard Laporte
- Pascal Laporte (0)
- Jean Lassalle (10)
- Jean Laudouar (5)
- Maurice Leuvielle (7)
- German Llanes
- Maxime Machenaud
- Alphonse Massé (7)
- Emmanuel Ménieu
- Vincent Moscato (4)
- Guy Olivero
- Serge Plantey
- Antoine Puyuelo
- Charles Robert
- Thierry Ruet
- Waisale Serevi
- Serge Simon
- William Téchoueyres (3)
- Hélier Thil

### Présidents
- 1974-1990 :  Jacques Delpeu